# 乔治·查德威克
乔治·怀特菲尔德·查德威克（英語：George Whitefield Chadwick；1854年11月13日—1931年4月4日），美国作曲家，音乐教育家。自幼爱好音乐，早年曾经随父经商，得以经常参加音乐演出。后来到莱比锡和慕尼黑求学，回国后担任新英格兰音乐学院的校长。他的作品很多，虽然风格比较保守，但有时也采用一些美国民歌作为创作素材，其教学活动对后代也有一定影响。

## 外部連結
- 乔治·查德威克的免费乐谱，由国际乐谱典藏计划提供
- 公有領域聲樂檔案館上乔治·查德威克的作品